# Ferrari 860 Monza

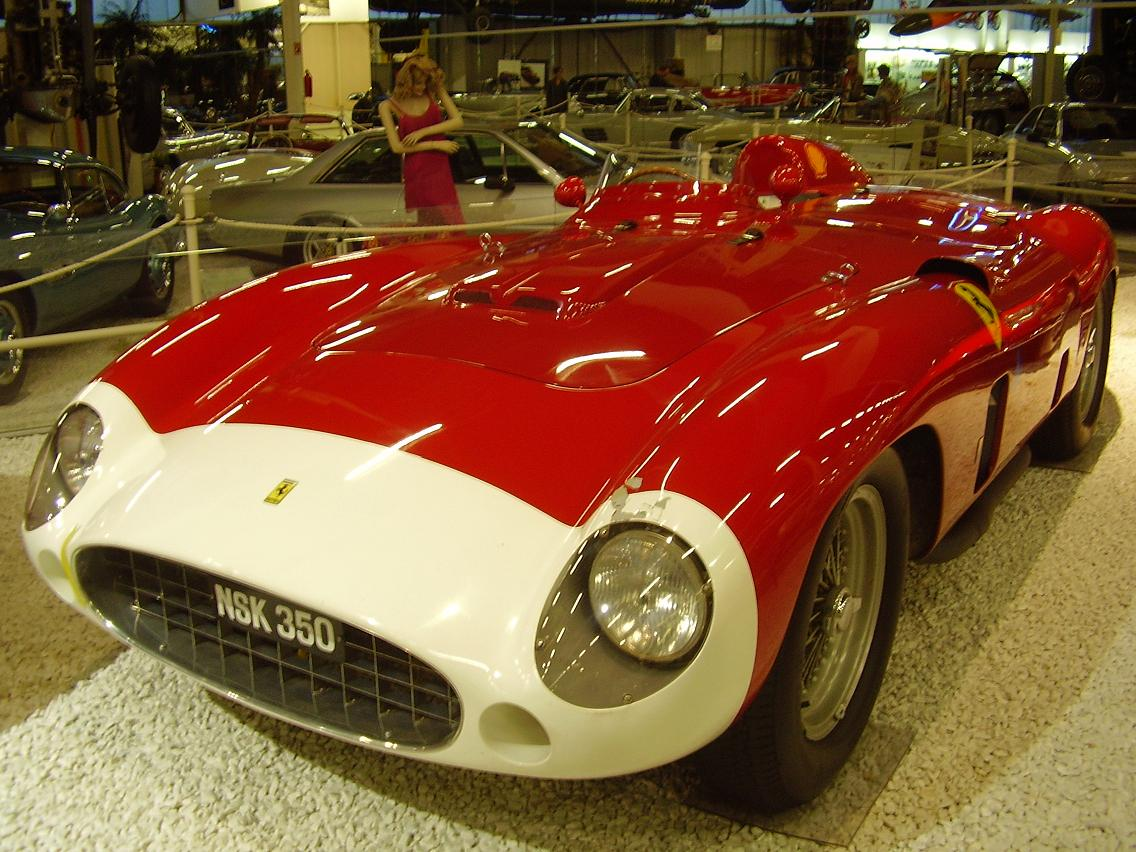
Ferrari 860 Monza

Der Ferrari 860 Monza war ein Rennsportwagen, den Ferrari 1956 baute und den die Scuderia bei Sportwagenrennen einsetzte.

## Entwicklungsgeschichte
1956 entwickelte Ferrari auf Basis des 750 Monza und dessen Nachfolgemodell, dem 857S, den 860 Monza. Der Wagen, dessen 3431-cm³-4-Zylinder-Motor 310 PS leistete, wurde als „Super-Monza“ bezeichnet. Bei dem 3,4-Liter-Motor handelt es sich sowohl um den größten Vierzylinder, als auch um den einzigen je in Maranello produzierten Langhub-Motor. Das Chassis stammte vom 290MM. Das Fahrzeug hatte einen Ovalrohrrahmen aus Stahl, vorne Einzelradaufhängungen an Doppelquerlenkern und hinten eine De-Dion-Achse an einer Querblattfeder. Die Karosserie zeichnete Pininfarina, Scaglietti baute drei Exemplare.

## Renngeschichte
Im Jahr 1956 wurden sechs Fahrzeuge des Typs 860 Monza gebaut und vom Ferrari-Werksteam eingesetzt. Beim 12-Stunden-Rennen von Sebring 1956 feierte die Scuderia mit dem 860 Monza einen Doppelsieg. Juan Manuel Fangio und Eugenio Castellotti siegten vor dem Duo Luigi Musso und Harry Schell. Bei der Mille Miglia wurden die 860 Monza nur von Castellotti im 290MM geschlagen. Peter Collins belegte mit Beifahrer Louis Klemantaski den zweiten Platz vor Luigi Musso, der ebenfalls einen 860 fuhr.
Durch einen weiteren zweiten Gesamtrang von Fangio/Castellotti beim 1000-km-Rennen auf dem Nürburgring trug der 860 Monza maßgeblich zum Sieg der Scuderia in der Sportwagen-Weltmeisterschaft 1956 bei.